# Ecublens (Friburgo)
Ecublens (toponimo francese) è un comune svizzero di 344 abitanti del Canton Friburgo, nel distretto della Glâne.

## Storia
Il 1º marzo 1969 ha inglobato i comuni soppressi di Eschiens e Villangeaux.

## Monumenti e luoghi d'interesse
- Cappella cattolica dell'Elevazione della Croce, eretta nel 1939[1].

## Società

### Evoluzione demografica
L'evoluzione demografica è riportata nella seguente tabella:
Abitanti censiti

## Infrastrutture e trasporti
Ecublens è servito dalla stazione di Ecublens-Rue sulla ferrovia Palézieux-Lyss. Il comune è attraversato dalla strada cantonale che porta al comune di Rue per raggiungere il Canton Vaud a Carrouge.

## Amministrazione
Ogni famiglia originaria del luogo fa parte del comune patriziale che ha la responsabilità della manutenzione di ogni bene comune.